# سیاه‌ماهی ساکرامنتو
سیاه‌ماهی ساکرامنتو (نام علمی: Orthodon microlepidotus) نام یک گونه از تیره کپورماهیان است.